# Retina
La retina de los vertebrados es un tejido sensible a la luz situado en la superficie interior del ojo. Es similar a una tela donde se proyectan las imágenes. La luz que incide en la retina desencadena una serie de fenómenos químicos y eléctricos que finalmente se traducen en impulsos nerviosos que son enviados hacia el cerebro a través del nervio óptico.
La retina tiene una estructura compleja. Está formada básicamente por varias capas de neuronas interconectadas mediante sinapsis. Las únicas células sensibles directamente a la luz son los conos y los bastones. La retina humana contiene 6.5 millones de conos y 120 millones de bastones. Los bastones funcionan principalmente en condiciones de baja luminosidad y proporcionan la visión en blanco y negro, los conos, sin embargo, están adaptados a las situaciones de mucha luminosidad y proporcionan la visión en color.

## Etimología
El nombre retina es el diminutivo de la palabra en latín rete que significa ‘red’, ya que quien la descubrió, Herófilo de Calcedonia, la describió como una pequeña red.

## Origen embriológico
La retina procede de una evaginación bilateral del prosencéfalo llamada vesícula óptica primaria, que tras una invaginación local se transforma en la vesícula óptica secundaria que tiene forma de copa. Cada copa óptica permanece conectada con el cerebro mediante un tallo, el futuro nervio óptico. En el adulto, la retina está formada por una capa epitelial pigmentada externa, el epitelio pigmentario, y una lámina interna, la retina neural o retina propiamente dicha, que contiene elementos semejantes a los del cerebro, por lo que puede considerarse como una parte especialmente diferenciada del sistema nervioso central.

## Estructura macroscópica de la retina

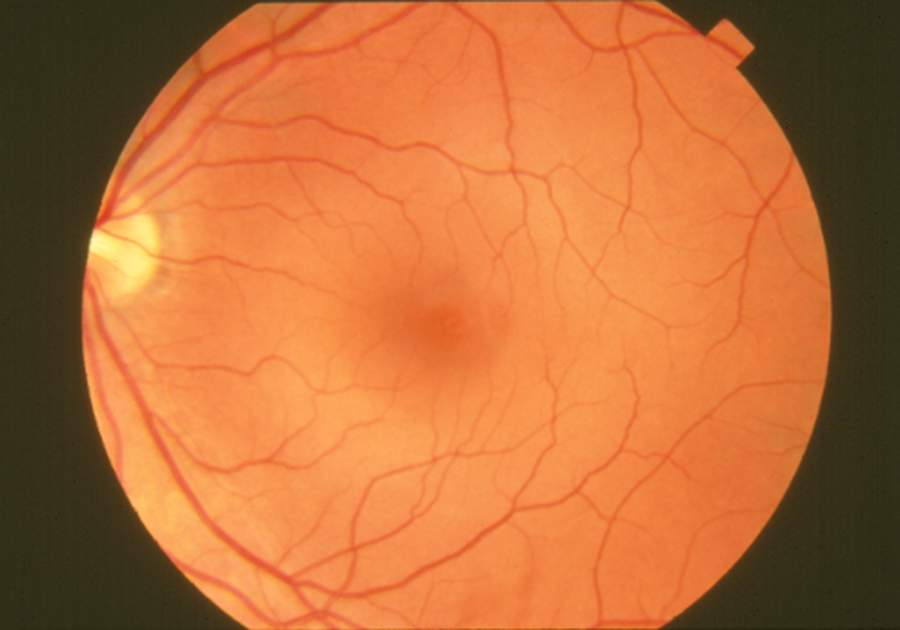
En esta imagen puede observarse la retina humana, el área más coloreada situada en el centro es la fóvea y la zona blanquecina a la izquierda es el disco óptico o papila.

La retina es una capa delgada y parcialmente transparente, está en contacto con la cara interna de la
coroides y con el humor vítreo. En su superficie se pueden observar diversas estructuras:
- Papila o disco óptico: La papila es el punto donde el nervio óptico entra en el globo ocular, atravesando la membrana esclerótica, la coroides y finalmente la retina. Es un disco rosado que se encuentra en la parte posterior del globo ocular y está situado a unos 3 milímetros medialmente al polo posterior del ojo. Tiene unas dimensiones de 2 x 1,5 mm. En la papila no existen fotorreceptores, por lo que se llama punto ciego.
- Fóvea: Está situada a unos 2,5 mm del borde temporal de la papila óptica, donde la superficie de la retina está deprimida y es poco profunda. Presenta un mayor número de células ganglionares, con una distribución más regular y precisa de los elementos estructurales; posee solo conos. Los vasos sanguíneos rodean a la fóvea por arriba y por abajo, mientras que dentro de ella solo existen pequeños capilares. En el mismo centro de la fóvea, en un área de unos 0,5 mm de diámetro, no existen capilares para aumentar al máximo la transparencia de la retina.
- Ora serrata: Es el límite anterior de la retina. Existe una ora serrata nasal o medial y una ora serrata lateral o temporal.

También puede dividirse macroscópicamente en dos zonas:
- Área central de la retina: Es la porción de la retina que rodea a la fóvea y donde se produce la mayor fotorrecepción. La fóvea y la pequeña área que la rodea contienen un pigmento amarillo y por eso se llama mácula lútea.
- Área periférica de la retina: Esta zona tiene menos capacidad de fotorrecepción, por poseer menor número de conos y bastones.

## Estructura de la retina
Los ojos de todos los vertebrados comparten un modelo de circuito retiniano común: cinco clases de neuronas, dispuestas en tres capas nucleares que flanquean dos capas de sinapsis.

### Capas de la retina

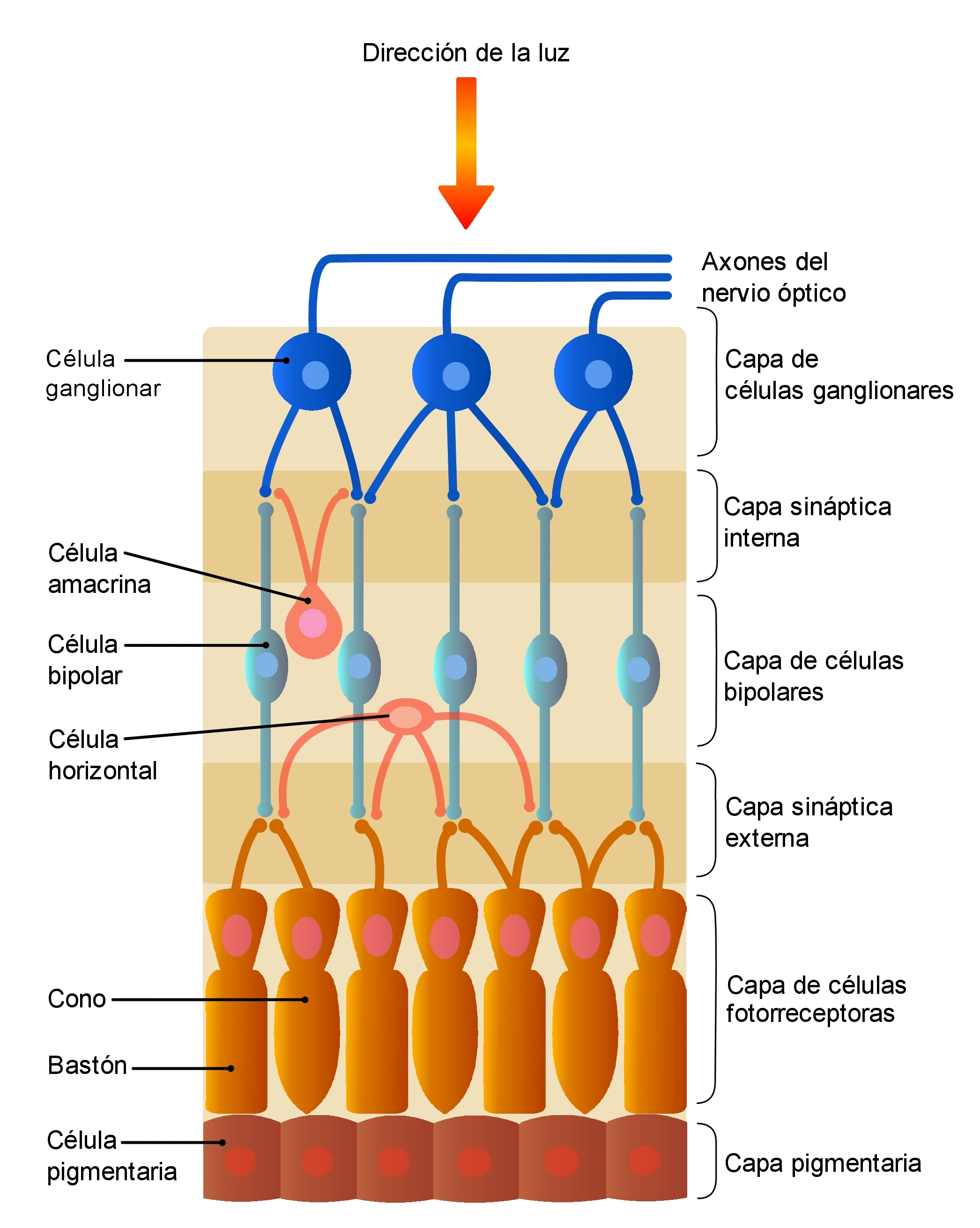
Organización simplificada de la retina. La luz entra debe atravesar todas las capas celulares hasta llegar a los conos y bastones.

La retina contiene diez capas paralelas que son, comenzando por la zona más superficial, hasta la más interna:
1. Epitelio pigmentario: Es la capa más externa de la retina. Está formada por células cúbicas que no son neuronas y poseen gránulos de melanina que le dan una pigmentación característica.
2. Capa de células fotorreceptoras: Está formada por los segmentos más externos de los conos y los bastones.
3. Capa limitante externa: No es una membrana, sino uniones intercelulares del tipo zónula adherente entre las células fotorreceptoras y las células de Müller.
4. Capa nuclear o granular externa: Está formada por los núcleos celulares de las células fotorreceptoras.
5. Capa plexiforme externa o sináptica externa: Es la región de conexión sináptica entre células fotorreceptoras y las células bipolares.
6. Capa nuclear o granular interna: Está formada por los núcleos celulares de las células bipolares, las células horizontales y las células amacrinas.
7. Capa plexiforme interna o sináptica interna: Es la región de conexión sináptica entre células bipolares, amacrinas y ganglionares.
8. Capa de células ganglionares : Está formada por los somas de las células ganglionares.
9. Capa de fibras del nervio óptico: Está formada por los axones de células ganglionares que forman el nervio óptico.
10. Capa limitante interna: Separa la retina del humor vítreo.[5]

### Células de la retina
La retina tiene tres tipos de células:
- Pigmentadas. Se encargan del metabolismo de los fotorreceptores.

- Neuronas. Se reconocen cinco tipos de neuronas:

1. Células fotorreceptoras: Son los conos y los bastones. Transforman los impulsos luminosos en señales eléctricas.
2. Células bipolares de la retina. Conectan las células fotorreceptoras con las células ganglionares.
3. Células amacrinas. Son interneuronas moduladoras.
4. Células horizontales. Cumplen una función similar a las células amacrinas, son interneuronas moduladoras.
5. Células ganglionares de la retina. De estas neuronas parte el nervio óptico que conecta la retina con el cerebro.

- Células de sostén:

1. Astrocitos.
2. Células de Müller. Su función es de soporte, sintetizan glucógeno y ceden glucosa a otras células nerviosas.

## Algunos hitos en el estudio de la retina
A fines del siglo XIX e inicios del siglo XX el español Santiago Ramón y Cajal hizo cortes histológicos de la retina y observándolos en la platina de un microscopio óptico describió los principales tipos de células que la componen: fotorreceptoras, células bipolares, células horizontales, células amacrinas y células ganglionares. En 1952 el alemán Stephen Kuffler estudiando la visión nocturna de los gatos registró la presencia y actividad de células ganglionares que reaccionan individualmente a los estímulos luminosos e incluso a la falta de luz. En el 2007 King-Wai Yau detectó la presencia de células ganglionares planas en las retinas de peces. Es de notar que muchos animales de hábitos nocturnos (felinos, cánidos, peces predadores como los tiburones, peces abisales, etc.) poseen una estructura llamada Tapetum lucidum tras la retina. El tapetum lucidum funciona como un espejo que refleja hacia la córnea la luz que ha pasado a través de la retina, mejorando de esta forma la visión en la oscuridad.

## Enfermedades de la retina
La retina puede afectarse por diferentes enfermedades que en ocasiones disminuyen considerablemente la capacidad visual. Algunas de las más usuales son:
- Desprendimiento de retina. El desprendimiento de retina es una enfermedad ocular ocasionada por la separación de la retina neurosensorial del epitelio pigmentario al que en condiciones normales está adherida. Como consecuencia de ello la retina neurosensorial queda sin riego sanguíneo y se produce pérdida de visión. Puede producirse de forma espontánea o tras un traumatismo sobre el ojo. Están más predispuestos las personas que presentan miopía avanzada.[6]
- Retinosis pigmentaria.
- Degeneración macular asociada a la edad.
- Retinopatía diabética.
- Retinopatía hipertensiva.
- Agujero macular.
- Retinitis.